# Léon Heuzey
Léon Heuzey (Rouen, 1831 – Parigi, 1922) è stato un archeologo francese.
Fu accolto nel 1885 come membre libre presso l'Accademia francese delle belle arti, e membro dell'Accademia francese delle iscrizioni e delle belle lettere. Egli fu ugualmente membro della École française d'Athènes e conservatore presso il museo del Louvre.

## Biografia
Nel 1855, Léon Heuzey effettuò una missione nel nord della Grecia, in Macedonia, con lo scopo di ritrovare tracce dei grandi siti delle battaglie al tempo della Repubblica romana. Scoprì i resti di un grande monumento, di un palazzo e di una sepoltura che non riuscì allora ad identificare. Nel 1861,  tornò sul sito insieme a Honoré Daumet, su richiesta di Napoleone III che era interessato ai campi di battaglia di Giulio Cesare in oriente, in particolare a quello della Battaglia di Farsalo. La missione fu effettuata in condizioni difficili e dovette essere accorciata. Nonostante tutto furono ritrovati importanti reperti in una regione allora poco esplorata ed il Museo del Louvre si arricchì di vari oggetti, ma il successo della missione fu dovuto soprattutto alla qualità dei disegni di Daumet.
Il sito sarà più tardi identificato come quello della prima capitale dell'antico Regno di Macedonia, Aigài (Ege), prima che questa fosse trasferita a Pella. Nel sito furono rinvenute varia tombe reali, soprattutto grazie al lavoro Manólis Andrónikos nel 1977,  fra cui quella di Filippo II di Macedonia, padre di Alessandro Magno.
Una stradina nel XVI arrondissement di Parigi porta il suo nome, l'avenue Léon-Heuzey.
Suo figlio, Louis Heuzey, fu deputato presso il dipartimento della Mayenne.

## Pubblicazioni

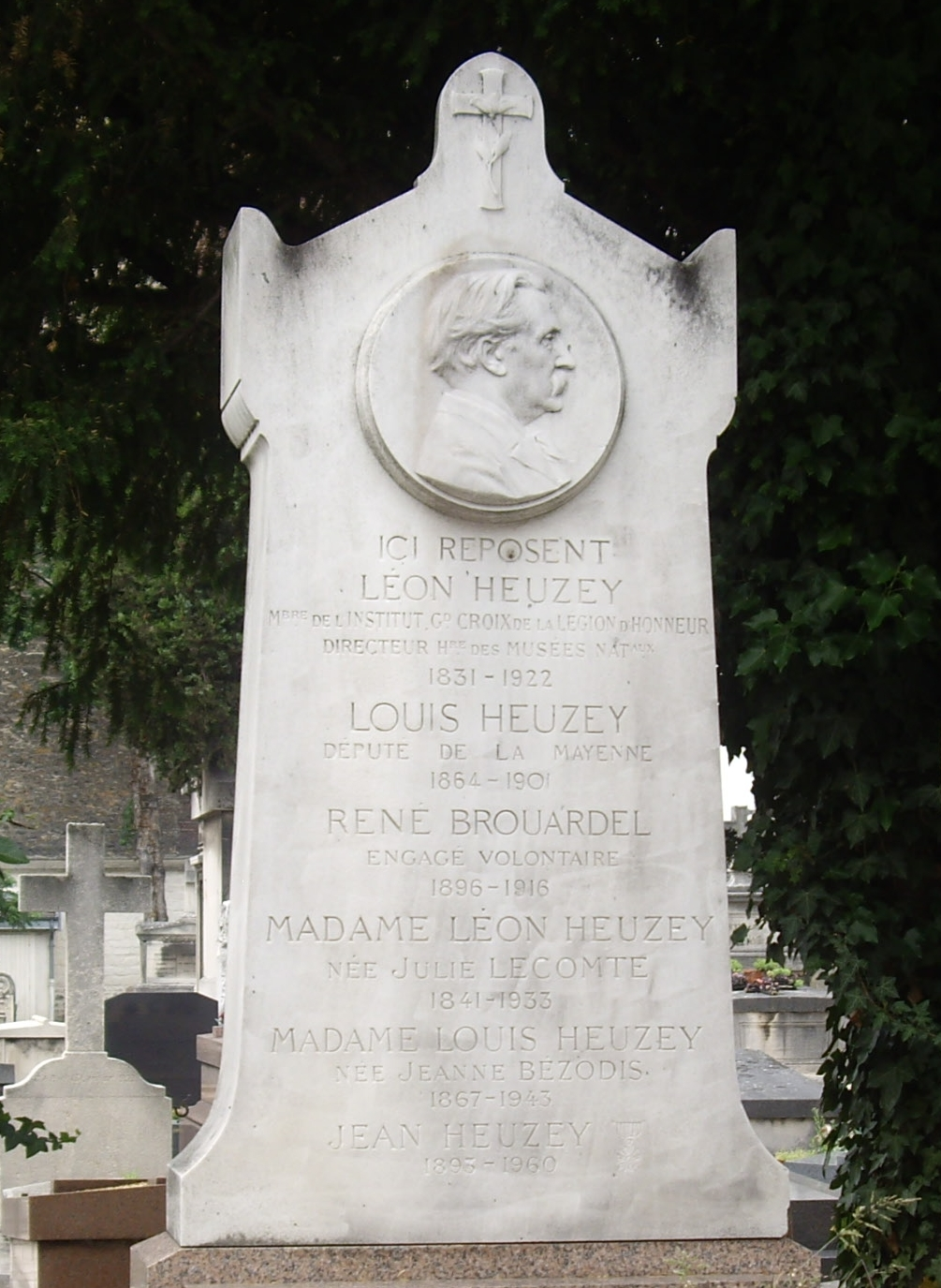
Tomba di Léon Heuzey presso il Cimitero d'Auteuil.

- Homoré Daumet e Léon Heuzey, Mission archéologique de Macédoine, Parigi, Libreria Firmin Didot, 1876
- Nouvelles fouilles de Tello, 1914
- Découvertes en Chaldée / par Ernest de Sarzec ... ouvrage accompagné de planches.Pubblicato a cura di Léon Heuzey ... con il concorso di Arthur Amiaud e François Thureau-Dangin per la parte epigrafica, sotto gli auspici del Ministero dell'Istruzione pubblica e delle belle arti francese, 1884-1912
- Missione francese in Caldea / par le Commandant Gaston Cros, pubblicato con il concorso Léon Heuzey e François Thureau Dangin, 1910.
- Restitution matérielle de la stèle des vautours, restitution archéologique, 1909
- Fouilles d'Osuna en Espagne, 1904
- Archéologie orientale, 1902
- Catalogue des antiquités chaldéennes : sculpture et gravure à la pointe; 1902
- Une villa royale chaldéenne vers l'an 4000 avant notre ère : d'après les levés et les notes de M. de Sarzec, 1900
- Le Buste d'Elché et la mission de M. Pierre Paris en Espagne ..., 1897
- Les armoiries chaldéennes de Sirpoula, 1894
- Nouveaux Monuments du roi Our-Nina découverts, 1893
- Du principe de la draperie antique, Lu dans la séance publique annuelle des cinq Académies du 25 octobre 1892
- Mélanges d'archéologie et d'épigraphie, réunis par Th. Homolle et précédés d'une notice sur Albert Dumont par L. Heuzey, 1892
- Catalogue des figurines antiques de terre cuite du musée du Louvre, 1891
- Statues espagnoles de style gréco-phénicien (question d'authenticité), 1891, Revue d'assyriologie et d'archéologie orientale, Second volume. No III
- Les origines orientales de l'art : recueil de mémoires archéologiques et de monuments figurés, 1891-1915
- Un Palais chaldéen, 1888
- Les opérations militaires de Jules César : étudiées sur le terrain par la mission de Macédoine, 1886
- Histoire du costume dans l'antiquité classique, 1876